# Мидн (Тенеси)
Мидн (енгл. Medon) град је у америчкој савезној држави Тенеси.

## Демографија
По попису из 2010. године број становника је 178, што је 13 (-6,8%) становника мање него 2000. године.
| Група             | 2000.       | 2010.       |
| Белци             | 175 (91,6%) | 166 (93,3%) |
| Афроамериканци    | 11 (5,8%)   | 9 (5,1%)    |
| Азијати           | 1 (0,5%)    | 0 (0,0%)    |
| Хиспаноамериканци | 0 (0,0%)    | 1 (0,6%)    |
| Укупно            | 191         | 178         |